# Camellia inusitata
Camellia inusitata är en tvåhjärtbladig växtart som beskrevs av Orel, Curry och Luu. Camellia inusitata ingår i släktet Camellia och familjen Theaceae. Inga underarter finns listade i Catalogue of Life.